# Selecta Yauyos
La orquesta típica Selecta Yauyos es una agrupación musical peruana que interpreta géneros tradicionales como tunantadas, huaynos, pallas, mulizas, entre otros. 
A lo largo de su historia, la orquesta ha colaborado con diversos artistas de la música folklórica, incluyendo a Amanda Portales, Eusebio "Chato" Grados, Flor Pileña, Anita Santivañez, Katty Marín y, más recientemente, a la participante ganadora de la Voz Perú y representante del país en el festival Viña Del Mar en Chile, Ruby Palomino. 

## Biografía

### Antecedentes
Su director Marlon Rodríguez Vivas, natural del distrito de Laraos perteneciente a la provincia de Yauyos, empieza a tocar el saxo a la edad de 14 e integra la banda "Show Unión Laraos" de su tío Pelayo Rodríguez. A los 18, su talento es reconocido y llega a formar parte de la orquesta “Jatun Yauyos” de Raúl Beltrán. Poco tiempo después, es convocado por Nacho Carrión como integrante de “Los Magníficos del Centro”. 
A los 20, es seleccionado por diversas agrupaciones hasta llegar a ser integrante estable de la orquesta “Selección del Centro”, cuyo director es el señor Atilio Moreno. Eusebio "Chato" Grados, quien ya era famoso por su éxito El pío pío, realiza una gira con Selección del Centro por diferentes provincias del Perú. Posteriormente, es convocado por el cantante para formar "Los Super Mañaneros del Perú" y después "Las Chicas Mañaneras", exitosas agrupaciones de los 90s. Luego se retira de la agrupación para formar la orquesta "Los Pkdores del Folklore".

### El nacimiento de Selecta Yauyos
Fue en este entorno donde Marlon Rodríguez aprendió lo necesario para liderar una agrupación. El 4 de octubre de 1988 forma la orquesta Selecta Yauyos para honrar y proyectar las sonoridades de Yauyos.

## Colaboraciones
En 2015, Selecta Yauyos estuvo presente en las Bodas de Oro de Amanda Portales realizado en el Gran Teatro Nacional para conmemorar sus 50 años de carrera artística. La orquesta participó como marco musical en distintos temas del repertorio de la artista, entre ellos la muliza "Falsía", para interpretarlo a dúo junto a Eusebio "Chato" Grados.
En 2017, nuevamente en el Gran Teatro Nacional, Selecta Yauyos fue convocado para el concierto “Primero lo nuestro” como marco musical de Amanda Portales y el  Dúo Mixto Huancayo en la interpretación del tema “Súplicas de Amor”.
En 2018, Amanda Portales celebró sus 53 años de vida artística en el Gran Teatro Nacional con Selecta Yauyos y el Coro Sinfónico Juvenil de la Institución Educativa Virgen del Rosario de Manchay en su espectáculo "Alma chola".
Durante la pandemia a finales de 2020, Selecta Yauyos participó en el primer concierto virtual de Amanda Portales para celebrar sus Bodas de Esmeralda en el Teatro Municipal de Lima.  Además, estrenó un nuevo tema titulado “Dolor”, compuesto por el director de la orquesta y la artista.

«El 20 de noviembre lo lanzamos y ha gustado, este tema encierra una gran verdad. Quién no ha sentido la pérdida de un amigo, un familiar, eso encierra la canción que es de mi autoría y está hecha con la música de Marlon Rodríguez» - Amanda Portales, Andina (2020).

En 2023, Amanda Portales se presentó en el Teatro Segura, luego de 13 años de ausencia en este escenario, donde interpretó sus éxitos junto a las orquestas Selecta Yauyos y Selección Fiesta Andina. 
En julio de 2024, la orquesta fue convocada en el evento "Voces Andinas" para acompañar a la cantante Ruby Palomino en un concierto tributo a Flor Pucarina, el cual fue realizado en el local de la Asociación Cultural Brisas del Titicaca. En octubre de ese mismo año, Ruby Palomino se presentó junto a la orquesta Selecta Yauyos en el programa Canto Andino para interpretar el tema “Lágrimas de Amor”. Debido al éxito del anterior concierto, se realizó una segunda edición llamada "Voces Andinas 2", donde la orquesta fue invitada nuevamente.
En enero de 2025, Selecta Yauyos acompañando a Ruby Palomino se presentan en el evento "Tunantada en Acho" donde se estrenó la primera tunantada de la cantante titulada "Cicatrices del Alma". Cinco días después, se realizó el concierto "Sinfonía de los Andes" para acompañar a la cantante en su presentación. En febrero y por el medio televisivo de Miski Takiy, Ruby Palomino presentó sus nuevas tunantadas, dos santiagos además de un Tributo a Flor Pucarina en acompañamiento de la orquesta.

## Grabaciones
En 2012, Anita Santivañez y Flor Pileña realizan el disco "El Encuentro de Dos reinas", donde invitan a Selecta Yauyos para participar en los temas "El jardín de tu pecho" y "Todo por ti", ambas composiciones creadas por Marlon Rodríguez Vivas, el director de la orquesta. 

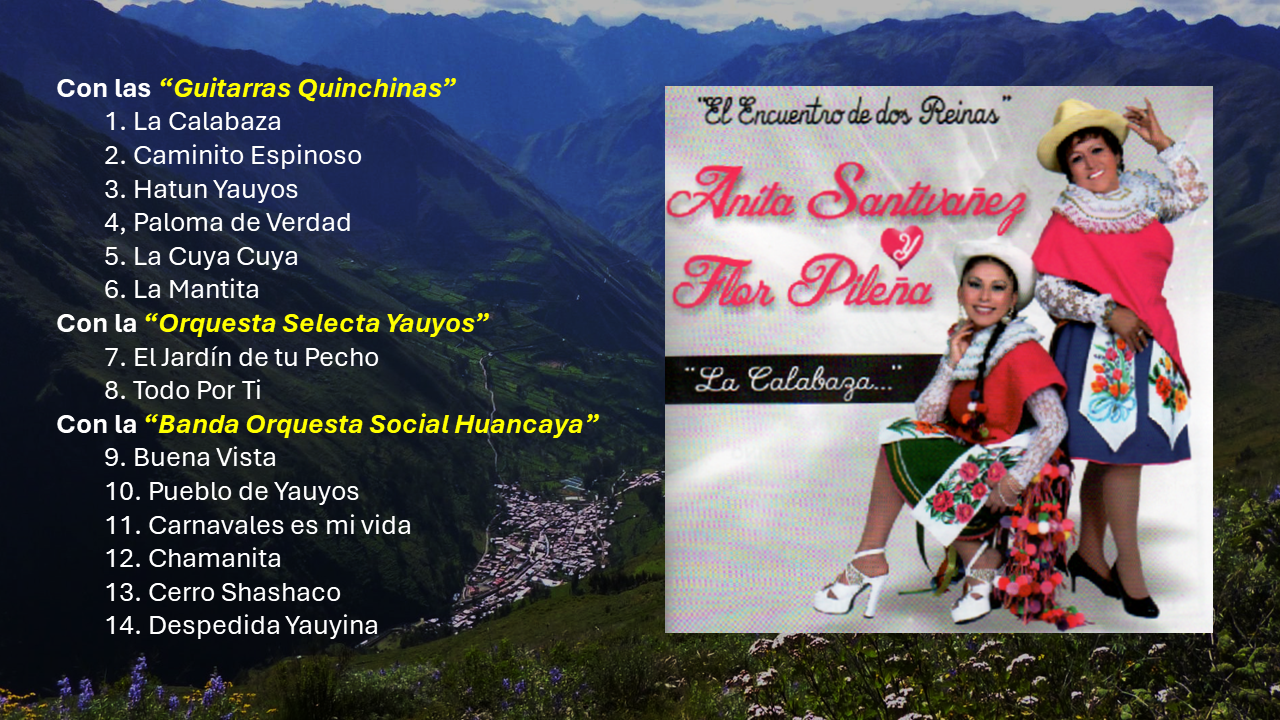
"El Encuentro de Dos Reinas", disco de Anita Santivañez y Flor Pileña, con la participación de la orquesta Selecta Yauyos (2012).

En 2016, la cantante Seina Velasquez convocó a la orquesta para la grabación de su nueva producción "Sigo Siendo", compuesto por 10 temas, los cuales conforman 10 tunantadas y 3 huaylas.
En 2018, Ruby Palomino publica el disco "Tributo a Flor Pucarina" con el marco musical de Selecta Yauyos el cual incluye 15 temas. Entre ellos "Ayrampito", "Sola siempre sola", "Corazón de piedra", "Vida Bohemia" y más temas que fueron éxitos de la Faraona del Cantar Huanca.

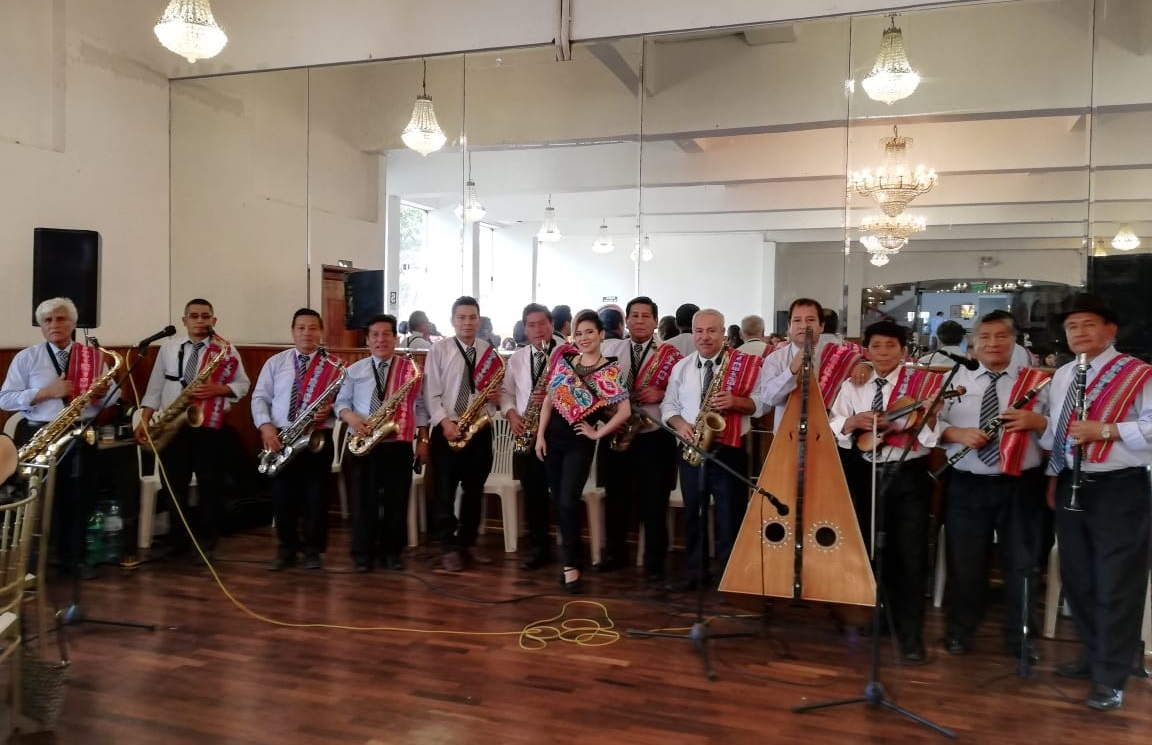
Ruby Palomino y la orquesta Selecta Yauyos, marco musical del disco Tributo a Flor Pucarina (2019).

## Discografía
Álbumes de estudio
- Pallas del corazón (1995)
- Pallas arrolladoras (2000)
- Pallas que dejan huellas (2006)

Grabaciones con otros artistas
- Anita Santivañez y Flor Pileña - El Encuentro de Dos Reinas (2012)
  - Selecta Yauyos participó como marco musical en los temas "El jardín de tu pecho" y "Todo por ti"
- Seina Velasquez - Sigo Siendo (2016)
  - Selecta Yauyos participó como marco musical de todos los temas los cuales conforman 10 tunantadas y 3 huaylas.
- Ruby Palomino - Tributo a Flor Pucarina (2018)
  - Selecta Yauyos participó como marco musical en todos los temas del disco que incluyen "Ayrampito", "Sola Siempre Sola", "Vida Bohemia " y más.